# Oleg Trofime
Oleg Trofim (né le 12 octobre 1989 à Iskatelei en Nénétsie dans URSS) est un réalisateur, scénariste, producteur et musicien russe. Il est surtout connu en tant que réalisateur de La Glace et de Major Grom : Le Docteur de peste.

## Filmographie
- 2020 : La Glace
- 2021 : Major Grom : Le Docteur de peste
- 2024 : Major Grom : Le Jeu